# 夏目理緒
夏目 理緒（なつめ りお、1985年2月20日 - ）は、日本のタレント、元グラビアアイドル。
千葉県出身。フォース・エージェント・エンターテイメント所属。

## 来歴とエピソード
- 講談社主催「ミスマガジン2003」で「ミスヤングマガジン」を受賞しデビュー[4]。ミスマガジンのフットサルチームのメンバー（背番号16）。
- Jカップのバストを売りにグラビアを中心に活動。ブラジャーにはIカップまでしかないためIカップのブラジャーをつけていた[要出典]。これだけのバストのグラビアアイドルとしては有数のスレンダーなプロポーションも武器としていた。
- 2011年3月8日、グラビア引退を発表[5]。
- 2011年9月、結婚[6]。同年10月4日、第1子女児を出産したことを報告[7]。
- 2013年4月20日、第2子男児を出産[8]。
- 2015年10月20日、第3子男児の出産を公表。体重4050グラム[9][10]。

## 出演

### テレビ
- Pooh!（TBS）
- アイドル刑事（TBS） - レギュラー
- さんまのSUPERからくりTV（TBS）
- 踊る!さんま御殿!!（日本テレビ）
- さまぁ～ずと優香の怪しい××貸しちゃうのかよ!!（テレビ朝日） - キャバ嬢 vs タレント対決のレギュラー
- お台場系bikiniでまにゅまにゅ（BSフジ）
- Beach Angels（TBSチャンネル）
- グラドル女学院（BSフジ）
- 開運音楽堂（2005年1月、TBS） 成人の日スペシャルのゲスト
- パセリ (テレビドラマ)（KBS京都、2007年10月 - 12月）
- バズトーク（テレビ神奈川、2007年10月 - ）
- 『ぷっ』すま (テレビ朝日、2008年10月14日)
- グラビアの美少女（MONDO21）
- 日テレジェニックの穴（日本テレビ、2009年7月18日、7月25日）ミスマガジン選抜の一員として
- ビキスポ！（MONDO TV、2010年）

### 映画
- 女神戦隊ヴィーナスファイブ（2009年） - 大山真純 役

### ラジオ
- ゴチャ・まぜっ!金スペ ミニコーナー（2006年10月13日 – 2007年10月5日、MBSラジオ）

### 広告
- 台湾潮麻將Online CM（2010年）

## 作品

### DVD
- Pure Smile（2003年6月20日、竹書房）
- ミスマガジン2003 夏目理緒（2003年10月22日、バップ）
- 夏目理緒のコスっちゃうぞ（2004年4月23日、竹書房）
- 夏目理緒の水着がいっぱい （2004年4月23日、竹書房）
- 理緒のオトメ魂（2004年4月30日、英知出版）
- Go to Beach!（2004年7月20日、ラインコミュニケーションズ）
- 理緒のボディコン天国（2004年7月20日、ラインコミュニケーションズ）
- Beach Angels in モルディブ（2004年11月25日、バップ）
- Peach2のしずく（2004年12月10日、リバプール）
- g-girl private+ 夏目理緒（2005年2月25日）
- missionary（2005年3月22日、ジーオーティー）
- cow girl（2005年3月22日、ジーオーティー）
- Special DVD-BOX（2005年7月20日、ラインコミュニケーションズ）
- ナツメの果実（2005年8月27日、ぶんか社）
- 理緒のカーニバル（2005年8月27日、ぶんか社）
- DVDチャンピオンゴールドセレクション Diary（2005年11月25日、リバプール）
- DVDチャンピオンゴールドセレクション Waterdrop（2005年11月25日、リバプール）
- EROTICA（2006年8月4日、竹書房）
- Milk-T（2006年12月22日、ジーオーティー）
- Lemon-T（2006年12月22日、ジーオーティー）
- ふり〜だむっ（2007年10月20日、ラインコミュニケーションズ）
- Love Affair（2007年10月20日、ラインコミュニケーションズ）
- NaKed（2008年2月22日、フォーサイド・ドット・コム）
- Muse（2008年5月23日、フォーサイド・ドット・コム）
- Mature（2008年8月20日、ラインコミュニケーションズ）
- りおブラボ〜（2008年11月20日、ラインコミュニケーションズ）
- モゥモゥ（2009年2月20日、竹書房）
- 夏目姉妹 いもうとM（2009年6月25日、エアーコントロール）
- 夏目姉妹 あねS（2009年6月25日、エアーコントロール）
- ランジェリーナJ（2009年9月20日、ラインコミュニケーションズ）
- MY GIRL（2010年5月20日、ラインコミュニケーションズ）
- 乳魂（2011年1月26日、イーネット・フロンティア）
- 秘密の関係（2011年4月22日、トリコ）
- My Girl2（2011年5月20日、ラインコミュニケーションズ）
- My Girl（夏目理緒+平山藍里）（2011年7月20日、ラインコミュニケーションズ）

## 書籍

### 写真集
- 超果実（2003年5月、彩文館出版） ISBN 978-4-7756-0010-8
- R（2003年10月、ワニブックス） ISBN 978-4-8470-2775-8
- 夏目ちゃん、調子コイてるJ（2004年3月、講談社） ISBN 978-4-06-364566-8
- RIOの季節 -1819- 私が歩いてきた道（2004年7月、竹書房） ISBN 978-4-8124-1713-3
- YURARI（2005年1月、彩文館出版） ISBN 978-4-7756-0058-0
- 蜜姫 （2005年4月、竹書房） ISBN 978-4-8124-2129-1
- sabra DVDつき写真集 98.Gram - Adventure（2005年11月、小学館） ISBN 978-4-09-103046-7
- ナインティエイト ドット グラム アドベンチャー(ネット写真集98.Gram-Adventure)（2006年、小学館）
- J&J （2006年9月、アスコム） ISBN 978-4-7762-0334-6

## 携帯サイト
- 山内順仁パララ（デジタル写真集）